# Giorgio Pestelli
Giorgio Pestelli (Torino, 26 maggio 1938) è un musicologo e critico musicale italiano, professore emerito di Storia della musica nell'Università di Torino.

## Biografia
Giorgio Pestelli è nato in una famiglia della borghesia colta, essendo figlio dello scrittore Leo Pestelli, nipote del giornalista antifascista Gino Pestelli, della scrittrice Carola Prosperi e del musicista Luigi Perrachio. Ha compiuto gli studi letterari e musicali: si è laureato in Lettere all'Università degli Studi di Torino discutendo una tesi su Domenico Scarlatti con Massimo Mila e si è diplomato in Pianoforte principale e Composizione al Conservatorio di Torino avendo avuto come maestri Sandro Fuga e Ludovico Lessona.
È stato professore universitario di Storia della musica (prima alla Facoltà di Magistero poi a quella di Lettere) dal 1969 fino al raggiungimento dell'età pensionabile nel 2010. Come musicologo si è occupato di storia della critica e di storia del teatro musicale soprattutto riguardante i secoli XVIII e XIX, cercando di correlare, in una visione critica comune, argomenti letterari e argomenti musicali. Si è interessato in particolare delle Sonate di Domenico Scarlatti. Nel suo saggio Le sonate di Domenico Scarlatti del 1967 ha corretto alcuni anacronismi e ha fornito un sistema di numerazione, identificato con la lettera P. Ha edito le Sonate di Giovanni Benedetto Platti. Ha curato la critica musicale anche sul quotidiano La Stampa dal 1964, e nel 1988 è succeduto come critico musicale titolare a Massimo Mila. Il suo saggio del 2000 su Brahms ha vinto nel 2001 il Premio Viareggio per la saggistica. Dal 1982 al 1985 è stato direttore artistico dell'Orchestra e del Coro della Rai di Torino; dal 1996 al 2001 ha fatto parte della Commissione Musica presso il Ministero dei Beni Culturali-Dipartimento dello Spettacolo. 
Giorgio Pestelli è socio corrispondente dell'Accademia Nazionale dei Lincei e socio effettivo dell'Accademia delle Scienze di Torino e dell'Accademia di Santa Cecilia. Inoltre è membro della Johannes-Brahms Gesellschaft di Amburgo.

## Opere (selezione)
- Le sonate di Domenico Scarlatti : proposta di un ordinamento cronologico, Torino : G. Giappichelli, 1967
- L'età di Mozart e di Beethoven, Torino : EDT, c1977, ISBN 88-7063-010-2[10]
- Di tanti palpiti : cronache musicali 1972-1986, Pordenone : Studio Tesi, 1986, ISBN 88-7692-148-6
- (a cura di Lorenzo Bianconi e Giorgio Pestelli), Storia dell'Opera italiana, Torino : EDT musica, 1987
- (a cura di Giorgio Pestelli), Beethoven, Bologna : Il mulino, 1988, ISBN 88-15-01949-9
- Canti del destino : studi su Brahms, Torino; Einaudi, 2000, ISBN 88-06-14836-2[11]
- Gli immortali : come comporre una discoteca di musica classica, Torino : Einaudi, 2004, ISBN 88-06-16788-X
- Il genio di Beethoven. Viaggio attraverso le nove Sinfonie, Roma : Donzelli, 2016 ISBN 9788868435943
- L'Anello di Wagner. Musica e racconto nella tetralogia dei nibelunghi, Roma : Donzelli, 2018, ISBN 978-88-6843-826-5
- Le sinfonie di Brahms. Un cammino oltre la classicità, Roma, Donzelli, 2024. ISBN 978-88-5522-580-9